# Триптолем
Триптолем (др.-греч. Τριπτόλεμος, лат. Triptolemus) — герой цикла элевсинских и аттических мифов о Деметре, сын элевсинского царя Келея и Метаниры (по Овидию и Нонну) (либо Кофонеи, либо Гионы, либо Деиопы). По аргосской версии, сын Трохила. По Паниасиду, сын Элевсина. По Орфею, сын Дисавла. По версии Гигина, сын Геракла и Полигимнии. По Ферекиду Афинскому и Мусею, сын Океана и Геи. В трагедии Херила «Алопа» рассказывается, что Керкион и Триптолем были братьями, что их родила дочь Амфиктиона, что отцом Триптолема был Рар, а Керкиона — Посейдон.
По элевсинскому преданию, Деметра, в образе смертной женщины, пришла к царю Келею в Элевсин и взялась воспитывать младшего брата Триптолема, Демофонта. Однажды ночью, желая дать Демофонту бессмертие, она положила его в огонь, но в это время как раз вошла Метанира. Испуганная мать подняла крик, а тем временем ребёнка истребило пламя. В вознаграждение за эту потерю Деметра подарила Триптолему запряженную драконами крылатую колесницу и пшеничные семена. По Гигину, не Демофонт, а сам Триптолем был положен Деметрою в огонь, причём отец его Элевсин, за то, что стал свидетелем таинства, был поражён смертью, а сам Триптолем одарен упомянутыми атрибутами земледелия. Деметра излечила его от болезни, напоив соком мака и молоком, но не смогла дать бессмертие. Принёс Деметре в жертву свинью, посыпав её соленой мукой. Пас быков.
Как любимец Деметры, Триптолем был посвящён в тайну священных мистерий и стал жрецом богини, которая научила его обрабатывать землю; с его именем связано введение в Аттике земледелия и распространение оседлой культуры. Так, на прилегающем к Элевсину Рарийском поле, где показывали алтарь Триптолема, впервые, по преданию, была обработана земля под посев и собрана первая жатва. Позднее и в Афинах, на западном склоне Акрополя, утвердился культ Триптолема: здесь был построен Элевсиний и храм Триптолема, на месте, где Афина, также учительница земледелия, впервые вспахала землю. Показывали ещё одно место, которое, по преданию, было вспахано и засеяно Триптолемом при введении в стране хлебопашества: оно находилось на священной дороге, соединявшей Афины с Элевсином. Эти три пункта фигурировали в культе, во время праздника тройной священной пахоты. Триптолем считался изобретателем плуга.
Деятельность Триптолема, как первого учителя хлебопашества, не ограничивалась Аттикой; на своей волшебной колеснице он объехал землю, повсюду распространяя вновь открытое им знание и связанную с развитием земледелия культуру. Вазовая живопись и другие произведения искусства дают нам обстоятельную картину этой деятельности Триптолема — в основном он представляется сидящим или стоящим на крылатой колеснице, влекомой парою драконов, причём изображается или момент его отправления в далекий путь, в присутствия Деметры и Персефоны, которые вручают ему орудия земледелия и хлебные зерна (краснофигурные вазы), или момент полёта по воздуху, когда Триптолем рассыпает дары Деметры перед изумленными людьми.

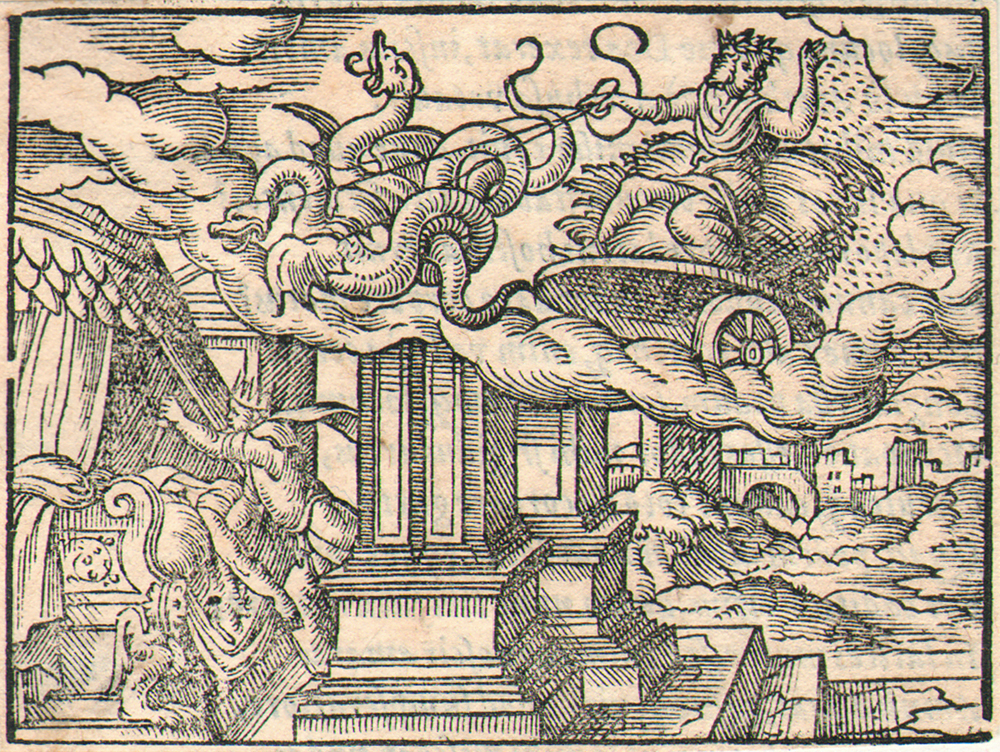
Метаморфозы Овидия, Книга V, 642-661. "Триптолимус и Линкус". Ксилография В. Солиса. 1565.

Во время путешествия Триптолема Деметра защищала своего любимца от опасностей; скифского царя Линка, замыслившего убить Триптолем, она обратила в рысь, а гетского царя Карнабона, который хотел убить Триптолема и умертвил одного из его драконов — в созвездие Змееносец (иногда Стрелец).
Сам Триптолем изображается бородатым мужчиной; в руке у него скипетр или связка колосьев, или чаша с вином. Софокл в своём «Триптолеме» представил героя во время полёта по земле, распространяющим дары Деметры в негостеприимных странах; в конце путешествия он борется с недоброжелательством Келея, но выходит из борьбы победителем и воцаряется в стране, основывает город Элевсин и устанавливает культ Элевсинской Деметры. Позднее и у других народов Греции сложились сказания о первом хлебопашце, причём у некоторых народов Триптолем был перенесен в местные генеалогические сказания.
Так, в Аргосе существовало предание о путешествии Триптолема на восток (в Сирию), куда он отправился в поисках за Ио. Аргивяне послали его на розыски Ио, которая исчезла в Тире, и он блуждал по Киликии. Аргивяне, скитавшиеся вместе с Триптолемом в поисках Ио, основали Тарс в Киликии. Остальные остались с ним в области у Оронта. Позднее антиохийцы почитали Триптолема как героя и справляли его праздник на горе Касии. В эллинистическую эпоху основание некоторых греческих поселений в Сирии и введение земледельческой культуры приписывалось Триптолему. В Александрии, в связи с плодородием почвы и под влиянием культа Осириса, возник новый Элевсин, причём на Триптолема были перенесены некоторые черты названного египетского божества.
По смерти Триптолем получил божеские почести; по Платону, он был одним из трёх судей в подземном царстве. Триптолема отождествляли с созвездием Волопас или, по более редкой версии, с вместе с Иасионом, близким с ним по мифологической функциональности — с созвездием Близнецы.
Действующее лицо трагедии Софокла «Триптолем» (фр.596-611 Радт) и неизвестного автора «Триптолем».
В римской традиции греческому типу Триптолема с заменой колосьев рогом изобилия подражали статуи Эвентуса.